# Xosé Filgueira Valverde
Xosé Fernando Filgueira Valverde (Pontevedra, 28 ottobre 1906 – Pontevedra, 13 settembre 1996) è stato uno scrittore, archeologo e antropologo spagnolo di lingua e nazionalità galiziana.

## Biografia
È stato cofondatore del Seminario degli Studi Galiziani e ha diretto l'Istituto Padre Sarmiento e il Museo di Pontevedra. Ha presieduto il Consiglio Culturale della Galizia ed è stato membro della Real Academia Galega. Persona di cultura umanistica e dalla ampia produzione letteraria, gli è stato dedicato il Día das Letras Galegas del 2015.

## Opere
La prima opera narrativa di Valverde fu la raccolta di racconti brevi Os nenos, scritta nel 1925. Come giornalista pubblicò diversi articoli, raccolti nella serie Adral, pubblicata fra il 1979 e il 1996.

### Saggi
- 1930: O baldaquino en Galicia denantes do arte barroco, con Xosé Ramón Fernández-Oxea.
- 1934: Lago González. Arcebispo galego, 40 p, Pontevedra.
- 1941: Da épica na Galicia medieval, discurso de ingreso en la RAG en 1941.
- 1980: A poesía medieval galego-portuguesa fóra dos seus lindeiros.
- 1982: Historias de Compostela, Galaxia, ISBN 84-7507-059-0.
- 1988: O arquivo do Museo de Pontevedra e unha guía sucinta, ISSN 0210-7791.
- 1989: Santiago de Compostela, con fotos de Manuel G. Vicente, ed. trilingüe, Ir Indo, ISBN 84-7680-025-8.
- 1992: Estudios sobre lírica medieval: traballos dispersos (1925-1987), Galaxia, ISBN 84-7154-789-9.
- 1996: Arredor do libro: artigos de bibliografía (1996), Santiago, Xunta, ISBN 84-453-1847-0.

### Dizionario
- 1926: Vocabulario popular galego-castelán, in collaborazione con Lois Tobío Fernández, Xulián Magariños y Cordal Carús, Vigo.

### Narrativa
- 1925: Os nenos, illustrazioni di Luís Pintos Fonseca e copertina di Castelao, Lar.
- 1927: O vigairo: ensaio simbólico, orixinal e inédito, 22 p., Lar.[3]
- 1971: Quintana viva, ilustrado por Castelao, Editorial Galaxia, ISBN 84-7154-004-5.[4]

### Letteratura per l'infanzia
- 1936: Agromar. Farsa pra rapaces, con lo pseudonimo di J. Acuña.

### Poesia
- 1941: 6 canciones de mar "in modo antico"' (1941), Albor, n.º 7, Pamplona.[5]